# Irakli Kwekweskiri
Irakli Kwekweskiri (georgisch ირაკლი კვეკვესკირი; * 12. März 1990 in Otschamtschire) ist ein georgischer Fußballspieler.

## Karriere

### Verein
Kwekweskiri begann seine Karriere beim FK Kuban Krasnodar. Im Januar 2010 wechselte er nach Ungarn zum Zweitligisten Pécsi Mecsek FC. Für Pécsi kam er in der Saison 2010/11 zu zehn Einsätzen in der Nemzeti Bajnokság II, mit dem Klub stieg er zu Saisonende in die Nemzeti Bajnokság auf. Nach dem Aufstieg wurde er zur Saison 2011/12 an den Zweitligisten Szigetszentmiklósi TK verliehen. Für Szigetszentmiklós kam er zu 13 Zweitligaeinsätzen, ehe er in der Winterpause wieder nach Pécs zurückkehrte. Für Pécs absolvierte er bis Saisonende sechs Partien in Ungarns höchster Spielklasse.
Im August 2012 kehrte er in seine georgische Heimat zurück und wechselte zum FC Dinamo Batumi. Für Batumi spielte er bis zur Winterpause 2012/13 elfmal in der Erovnuli Liga. Im Januar 2013 wechselte er ein zweites Mal zum ungarischen Zweitligisten Szigetszentmiklósi TK. In zwei Jahren absolvierte er nun 53 Zweitligapartien für das Team. Im Januar 2015 verließ er die Ungarn wieder. Nach einem Halbjahr ohne Klub wechselte Kwekweskiri zur Saison 2015/16 nach Armenien zum Erstligisten MIKA Aschtarak. Für MIKA kam er bis zur Winterpause zu 13 Einsätzen in der Bardsragujn chumb.
Im Januar 2016 wechselte der Mittelfeldspieler wieder zurück nach Georgien, diesmal zu Guria Lantschchuti. Bis zum Ende der Spielzeit kam er zu zwölf Einsätzen in der höchsten georgischen Spielklasse. Zur Saison 2016/17 wechselte er ein zweites Mal nach Armenien, diesmal zum FC Alaschkert Martuni. Für Alaschkert kam er zu 26 Einsätzen in der Bardsragujn chumb, mit dem Team wurde er zu Saisonende Meister. Nach dem Titel kehrte er zur Saison 2017/18 allerdings nach Russland zurück, wo er sich dem Drittligisten Ararat Moskau anschloss. Für den Hauptstadtklub spielte er 20 Mal in der Perwenstwo PFL. Obwohl Ararat Meister wurde, zog sich das Team vom Spielbetrieb zurück.
Daraufhin wechselte Kwekweskiri zur Saison 2018/19 zum Zweitligisten FK SKA-Chabarowsk. In seiner ersten Spielzeit in Chabarowsk absolvierte er 32 Partien in der Perwenstwo FNL. In der Saison 2019/20 absolvierte er bis zum COVID-bedingten Saisonabbruch 21 Partien. In den Saisonen 2020/21 und 2021/22 kam er zu jeweils 33 Zweitligaeinsätzen. Zur Saison 2022/23 wechselte er Defensivspieler zum Erstligisten FK Fakel Woronesch.

### Nationalmannschaft
Kwekweskiri spielte im März 2011 zweimal für die georgische U-21-Auswahl.